# پیتر ورز
پیتر ورز (انگلیسی: Peter Wurz؛ زادهٔ ۲۹ اوت ۱۹۶۷) بازیکن سابق فوتبال اهل اتریش است.